# Campeonato Europeu de Futebol de 1972
O Campeonato Europeu de Futebol de 1972 (Euro 72), foi realizado na Bélgica. Sendo esta a 4ª edição do Campeonato Europeu de Futebol. O torneio final foi realizado entre 14 e 18 de junho de 1972. O vencedor foi a Alemanha Ocidental, por 3 a 0 sobre a União Soviética.

## Locais
| \| Bruxelas Lieja Antuérpia \| |                     |
| Bruxelas                       |                     |
| Estádio Heysel                 | Estádio Émile Versé |
| Capacity: 60,000               | Capacity: 42,800    |
|                                |                     |
| Lieja                          | Antuérpia           |
| Estádio Sclessin               | Bosuilstadion       |
| Capacity: 43,000               | Capacity: 60,000    |
|                                |                     |
| Bruxelas Lieja Antuérpia       |                     |

## Fase de qualificação

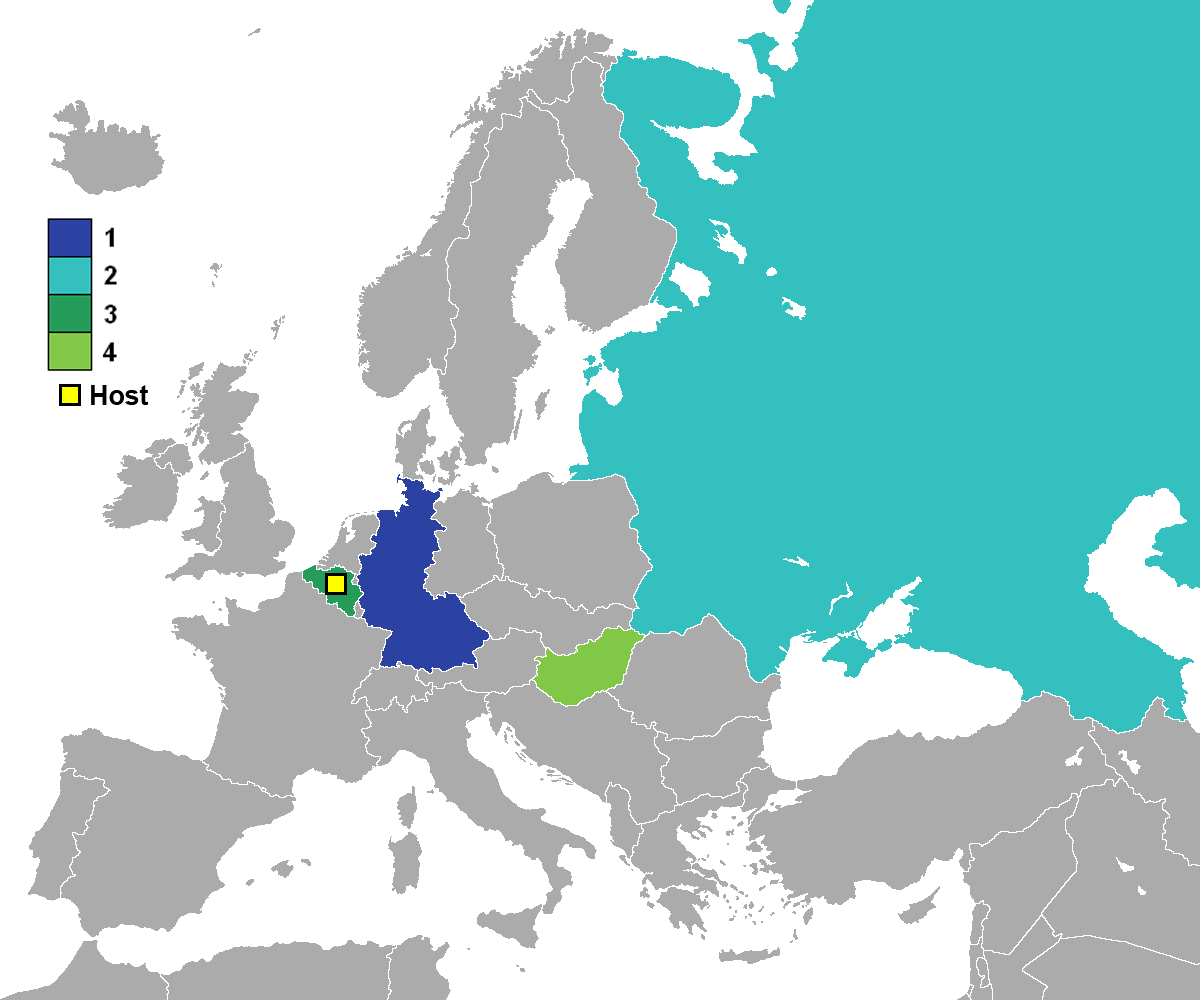
Euro 1976 - finalistas

A fase de grupos da fase de qualificação foi jogada entre 1970 e 1971 e em 1972 a fase de quartos-de-final. Havia oito grupos de quatro equipas cada. Apenas os vencedores grupo puderam qualificar para os quartos-de-final. Os quartos-de-finais foram jogados em duas partidas. Os vencedores dos quartos-de-final passaram para a final do torneio.
- Bélgica
- Hungria
- União Soviética
- Alemanha Ocidental

## Fase final
|  | Semifinais               | Semifinais               |   |                     | Final                  | Final |  |
|  |                          |                          |   |                     |                        |       |  |
|  | 14 de junho – Antuérpia  |                          |   |                     |                        |       |  |
|  | Bélgica                  | 1                        |   |                     |                        |       |  |
|  | Alemanha Ocidental       | 2                        |   |                     |                        |       |  |
|  |                          |                          |   |                     |                        |       |  |
|  |                          |                          |   |                     | 18 de junho – Bruxelas |       |  |
|  |                          |                          |   |                     | Alemanha Ocidental     | 3     |  |
|  |                          | União Soviética          | 0 |                     |                        |       |  |
|  |                          |                          |   |                     |                        |       |  |
|  |                          |                          |   |                     |                        |       |  |
|  |                          |                          |   |                     | Terceiro lugar         |       |  |
|  | 14 de junho - Anderlecht | 14 de junho - Anderlecht |   | 17 de junho - Liège | 17 de junho - Liège    |       |  |
|  | Hungria                  | 0                        |   | Bélgica             | 2                      |       |  |
|  | União Soviética          | 1                        |   |                     | Hungria                | 1     |  |

### Semi-finais
| 14 de junho de 1972 | Bélgica       | 1 – 2     | Alemanha Ocidental | Bosuilstadion, Antuérpia   |
| 20:00               | Polleunis 83' | Relatório | Müller 24' 71'     | Árbitro: William J. Mullan |

| 14 de junho de 1972 | Hungria | 0 – 1     | União Soviética | Constant Vanden Stock Stadium, Anderlecht |
| 20:00               |         | Relatório | Kon'kov 53'     | Árbitro: Rudi Glöckner                    |

### Terceiro lugar
| 17 de junho de 1972 | Hungria       | 1 – 2     | Bélgica                     | Estádio de Sclessin, Liège   |
| 20:00               | Kű 53' (g.p.) | Relatório | Lambert 24' · van Himst 28' | Árbitro: Johan Einar Boström |

### Final
| 18 de junho de 1972 | Alemanha Ocidental          | 3 – 0     | União Soviética | Estádio Rei Baudouin, Bruxelas |
| 16:00               | Müller 27' 58' · Wimmer 52' | Relatório |                 | Árbitro: Ferdinand Marschall   |

| Alemanha Ocidental | URSS |

## Premiações

### Campeões
| Campeonato Europeu de Futebol de 1972  |
| -------------------------------------- |
| ALEMANHA OCIDENTAL Campeão (1º título) |

### Melhores do torneio
De acordo com a UEFA, os melhores jogadores do Euro 1972 foram:
| Guarda-Redes   | Defesas                                                                | Médios                                                   | Avançados              |
| -------------- | ---------------------------------------------------------------------- | -------------------------------------------------------- | ---------------------- |
| Yevhen Rudakov | Revaz Dzodzuashvili Murtaz Khurtsilava Franz Beckenbauer Paul Breitner | Jupp Heynckes Herbert Wimmer Günter Netzer Raoul Lambert | Uli Hoeneß Gerd Müller |

## Melhores marcadores
4 golos
- Gerd Müller

1 golo
- Herbert Wimmer
- Anatoli Konkov
- Raoul Lambert
- Odilon Polleunis
- Paul Van Himst
- Lajos Kű